# Julius Kugy
Julius Kugy, slovenski pravnik, alpinist, častnik, pisatelj in humanist, oče alpinizma v Julijskih Alpah; * 19. julij 1858, Gorica; † 5. februar 1944, Trst.

## Življenjepis
Julius Kugy se je rodil leta 1858 v Gorici v slovenski družini. Oče je bil Korošec z originalnim priimkom »Kogej«, mati pa je bila hčerka pesnika Jovana Vesela Koseskega. Julius je odraščal v večjezikovnem okolju in govoril italijansko, nemško in furlansko. Kugy sprva ni znal slovensko, kot piše tudi v knjigi Aus dem Leben eines Bergsteigers, kasneje pa se je naučil brati slovensko. V otroštvu je preživljal poletja v očetovi rodni vasi Lipa na Koroškem blizu mesta Podklošter v Ziljski dolini, kjer je vzljubil naravo in gore. Obiskoval je nemško gimnazijo v Trstu, šolanje pa nadaljeval na dunajski univerzi, kjer je diplomiral iz prava leta 1882.
Po vrnitvi v Trst je prevzel upravljanje tržaškega podjetja Pfeifer-Kugy za uvoz olja, kave in eksotičnega sadja iz kolonij, ki ga je ustanovil njegov oče Pavel. Ukvarjal se je tudi z glasbo. Leta 1915, ob italijanski vojni napovedi Avstro-Ogrski, se je prostovoljno javil v avstro-ogrsko vojsko ter prispeval svoje alpinistične izkušnje ter znanja, zaradi česar je dobil čin poročnika. Iz vojske se je umaknil po bitki pri Kobaridu.
Po vojni je Julius Kugy zaprl pridobitno dejavnost in se posvetil pisateljevanju ter predavanjem po nemško in slovensko govorečih deželah. Med drugo svetovno vojno je rešil več slovenskih alpinistov iz koncentracijskega taborišča Dachau. Sodeloval je tudi s slovenskimi partizani v Trstu. Umrl je leta 1944 v Trstu, kjer je tudi pokopan.

## Pomen in delo
Kugy je znan po svoji ljubezni do alpinizma, zlasti do Julijskih Alp, ki jih je vzljubil že v svojih najstniških letih ob obiskih očetovega rojstnega kraja v Ziljski dolini ter zaradi svoje ljubiteljske botanične dejavnosti. Lokalni gorski vodniki so mu pomagali, da se je povzpel na mnoge izmed še neosvojenih vrhov Julijcev ter da je že osvojene vrhove dosegal po novih smereh. Zaradi tega je znan tudi kot »odkritelj Julijskih Alp«. Posebej znan je po vzponih na Škrlatico in Montaž.
Poleg alpinizma so Kugyja zanimali še številni drugi predmeti, kot so literatura, botanika in glasba. Ena od ugank, ki jih je skušal razrešiti, je bila skrivnostna rastlinska vrsta Scabiosa trenta, ki jo je opisal Balthasar Hacquet in kasneje Anton Kerner von Marilaun dokazal, da je primerek že znane vrste Cephalaria leucantha. Skupaj s prijateljem Albertom Bois de Chesnejem je v bližini Bovca ustvaril alpski botanični vrt. Bil je med ustanovitelji dveh amaterskih glasbenih društev v Trstu, filharmoničnega in pevskega. Orgle je podaril tržaški cerkvi mehitaristov.
Julius Kugy je bil velik spodbujevalec prijateljstva med narodi, živečih na območju današnje Slovenije, Italije in Avstrije. Svoj spomenik ima v Trenti ob cesti na Vršič. Postavila ga je Planinska zveza Slovenije ob svoji 60-letnici, napravil pa ga je kipar Jakob Savinšek. Po njem so poimenovane gorske poti, Kugyjeva polica v severni triglavski steni, Kugyjeva smer v Montažu in Kugyjeva učna pot v Nabrežini nad Trstom. Po Kugyju se imenuje nagrada, ki jo na slovenskem Koroškem podeljujejo za »uresničevanje kulturnega, vzgojnega, političnega, gospodarskega, športnega in splošnočloveškega zbliževanja narodov sosedov na Koroškem in v celotni alpsko-jadranski regiji«, Kugyjevi razredi pa so štiri jezični (angleški, italijanski, nemški in slovenski) razredi v slovenskih, italijanskih in avstrijskih šolah.
Leta 2008 mu je bila posvečena slovenska poštna znamka.